# Bridgette Caquatto
Bridgette Caquatto (14 de março de 1994) é uma ginasta estadunidense, que compete em provas de ginástica artística.
A ginasta foi aos Jogos Pan-Americanos de 2011 ao lado das companheiras Jessie DeZiel, Brandie Jay, Shawn Johnson, Grace McLaughin e Bridget Sloan para conquistar a medalha de ouro por equipes, a frente da seleção canadense. Nas provas individuais, saiu-se vencedora do concurso geral e das barras assimétricas, 0,200 ponto a frente de Johnson.